# 1785 Wurm
1785 Wurm este un asteroid din centura principală, descoperit pe 15 februarie 1941, de Karl Reinmuth.